# Lorisinae
Lorisinae – podrodzina ssaków z rodziny lorisowatych (Lorisidae).

## Zasięg występowania
Podrodzina obejmuje gatunki występujące w południowej i południowo-wschodniej Azji.

## Podział systematyczny
Do podrodziny należą następujące występujące współcześnie rodzaje:
- Loris É. Geoffroy Saint-Hilaire, 1796 – lori
- Xanthonycticebus Nekaris & Nijman, 2022
- Nycticebus É. Geoffroy Saint-Hilaire, 1812 – kukang

Opisano również rodzaje wymarłe:
- Microloris Flynn & Morgan, 2005[17]
- Nycticeboides Jacobs, 1981[18]